# Longino de Cardala
Longino de Cardala o Longino el Calvo (en griego: Λογγῖνος ὀ φαλακρὸς, en latín: Longinus Calvus, muerto en 497) fue un alto oficial del Imperio Romano de Oriente y líder de la revuelta isauria.

## Biografía
Longino fue uno de los numerosos isaurios que ocupó cargos en la administración imperial civil y militar con el emperador de origen isaurio Zenón. Se le atribuye el ser rico y calvo.
Nacido en Cardala, fue nombrado magister officiorum a finales de 484, tras la derrota de los rebeldes Illos y Leoncio. Mantuvo el cargo hasta la muerte de Zenón en 491. Después de la muerte del emperador isaurio comenzó una pugna por la sucesión entre Longino, el hermano de Zenón, y Anastasio I, el candidato de la emperatriz viuda Ariadna. Cuando Anastasio fue proclamado emperador, Longino de Cardala fue cesado en su cargo.
Fue uno de los muchos isaurios desalojados la administración imperial, lo que trajo el comienzo de la guerra isauria (492). Longino de Cardala regresó a Isauria, donde reunió a 15000 soldados, equipados y alimentados con los suministros reunidos por Zenón. Con sus hombres, Longino atacó las ciudades de provincias cercanas, pero fue derrotado en la batalla de Cotyaeum (Kotyaion en Frigia) por un ejército imperial dirigido por los generales Juan el Escita y Juan el Jorobado.
Los isaurios supervivientes huyeron a las montañas de su país y mantuvieron la lucha durante los años siguientes bajo el mando de Longino. Sin embargo, En 497, Longino fue capturado y ejecutado por Juan el Escita. Su cabeza fue desfilada a lo largo de la calle mayor de Constantinopla como celebración de la victoria.